# Sarah Youngwood
Sarah Maryline Youngwood (* Juli 1974 als Sarah Maryline Moulin) ist eine US-amerikanisch-französische Bankmanagerin.

## Ausbildung
Youngwood absolvierte einen Master in Business and Finance an der ESCP Business School in Paris.

## Karriere
Youngwood arbeitete von 1997 bis 2012 bei der FIG Group im Investmentbanking. Von 2012 bis 2022 arbeitete sie bei JPMorgan Chase. Zuerst bis 2016 als Chefin der Investor Relations und schließlich ab 2016 bis 2022 als Chief Financial Officer (CFO) des Consumer & Community Banking mit verschiedenen Aufgaben. Im Mai 2022 wechselte sie, wiederum als CFO, zur schweizerischen UBS und wurde dort als Nachfolgerin von Kirt Gardner Mitglied der Konzernleitung der Gruppe. Als erste Frau auf diesem Posten gilt sie als digitalaffin, gleichzeitig sorgte ihr Verhalten bankintern auch für Ärger, da sie konsequent Stellen strich. Die Plattform Finews behauptete, dass der UBS Verwaltungsrat das Bewerbungsportfolio von Youngwood mehrfach zurückgewiesen habe, bevor sie angestellt wurde. Diese Darstellung wies ein Sprecher der Bank allerdings als „schlichtweg falsch“ zurück. 2022 war sie die bestverdienende Managerin bei der UBS mit 13,5 Millionen Franken. Sie verdiente damit mehr als der damalige CEO Ralph Hamers.
Nach der angekündigten Übernahme der Credit Suisse durch die UBS im März 2023 und der Rückkehr von Sergio Ermotti spekulierten diverse Onlinemedien über einen möglichen Abgang von Youngwood. Im Mai 2023 wurde der Weggang von Youngwood nach der erfolgten Übernahme der Credit Suisse angekündigt. Als ihr Nachfolger wurde Todd Tuckner vorgestellt. Im August 2023 wurde sie als Nachfolgerin von Ann Dennison als CFO der NASDAQ vorgestellt. Sie übernahm das Amt Anfang Dezember 2023.

## Gesellschaftliches Engagement
Youngwood ist seit 2018 Mitglied des Beirats der Wall Street Women's Alliance.

## Privates
Youngwood ist verheiratet und Mutter dreier Kinder. Sie lebt weiterhin in New York.